# Дасахлеба
Дасахлеба (груз. დასახლება) — село в Грузии, на территории Хобского муниципалитета края (мхаре) Самегрело-Верхняя Сванетия.

## География
Село находится в западной части Грузии, к востоку от реки Хоби, на расстоянии приблизительно 1 километра (по прямой) к востоку от города Хоби, административного центра муниципалитета. Абсолютная высота — 13 метров над уровнем моря.

## Население
По результатам официальной переписи населения 2014 года, в Дасахлебе проживало 403 человека (200 мужчин и 203 женщины). В национальной структуре населения грузины составляли 99,5 %, азербайджанцы — 0,25 %, русские — 0,25 %.
| Год  | Население, человек |
| ---- | ------------------ |
| 2002 | 729                |
| 2014 | ↘ 403              |